# Solkraft i Polen
Solkraft är en snabbt växande källa till elektrisk energi i Polen. Den årliga produktionen har ökat från 0,3 TWh 2018 till 11,1 TWh 2023. Förutsättningarna är relativt jämnt fördelade i landet med en solinstrålning på ungefär 1 300 kWh/(m2 år), något högre i de södra delarna av landet och något lägre i de norra delarna.
Det är småskaliga installationer som dominerar solkraften i Polen. Det stod i januari 2025 för 18,89 GW, medan storskaliga anläggningar stod för 2,58 GW. Totalt fanns det då drygt 1,5 miljoner solcellsanläggningar i landet. Även om småskaliga anläggningar dominerar finns det också flera stora solcellsparker. Den största var 2025 på 207 MW och låg i 204 MW ligger i Zwartowo, Pommern. Solkraften är den klart största av de förnybara sätten att producera el. Den har stöttats genom en momssats på 8 % istället för den vanliga på 23 %, samt bidrag till mindre anläggningar och fördelaktiga lån.